# Прохоров, Никита Александрович
Ники́та Алекса́ндрович Про́хоров (род. 10 января 1991 года, Омск, СССР) — российский легкоатлет. Чемпион летних Паралимпийских игр 2012 года в Лондоне, трёхкратный чемпион мира, двукратный чемпион Европы, многократный чемпион России по легкой атлетике лиц с поражением опорно-двигательного аппарата. Заслуженный мастер спорта России.

## Биография
В 2005 начал свою карьеру спортсмена. Тренировался под руководством Наместниковой Ларисы Васильевной. С детства имел большие успехи в спорте. Спортом начал заниматься в Омске в 2004 году, почти восемь лет занимался боксом. С 2007 года входит в паралимпийскую сборную России. В 2012 году, на Паралимпийских играх в Лондоне завоевал золото в толкании ядра (F46). Тренер в настоящее время - Мужиков Павел Владимирович.
В 2021 году прошел отбор в паралимпийскую сборную России для участия в Летних Паралимпийских играх в Токио. В толкании ядра спортсмен занял второе место с результатом 16.29 обойдя американца Джошуа Синнэмо и уступив канадцу Грэгу Стюарту.

## Награды
- Медаль ордена «За заслуги перед Отечеством» I степени (2021).
- Орден Дружбы (10 сентября 2012 года) — за большой вклад в развитие физической культуры и спорта, высокие спортивные достижения на XIV Паралимпийских летних играх 2012 года в городе Лондоне (Великобритания)[1].
- Заслуженный мастер спорта России (2012).